# 菊姫 (酒造メーカー)

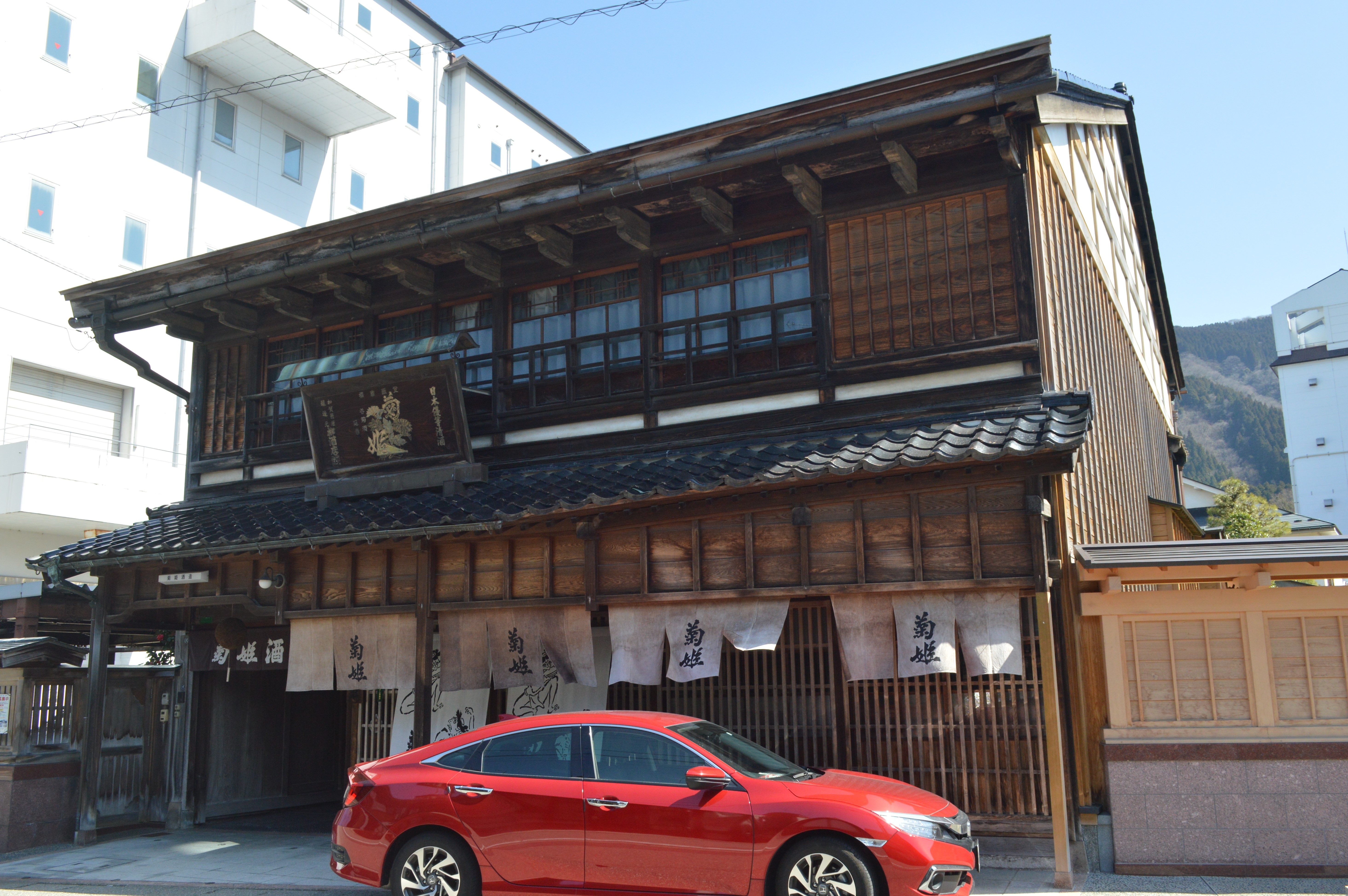
販売店

菊姫合資会社（きくひめ）は、石川県白山市鶴来新町にある酒造メーカー。永禄13年（1570年）頃創業。日本酒などの製造・販売をおこなっている。「精米を他所に頼むようなら、酒造りを止めろ」という家訓があり、全量自家精米している。

## 沿革
- 天正年間（1573年 - 1592年） - 小柳屋（おやなぎや）として創業[1]。
- 1902年（明治35年） - 合資会社柳酒造店に改組[1]。
- 1928年（昭和3年） - 菊姫合資会社に改組[1]。
- 1941年（昭和16年） - 宮内庁御用達となる。
- 1961年（昭和36年） - 農口尚彦が杜氏に就任[2]。
- 1967年（昭和42年） - 全国新酒鑑評会に初出品して金賞を受賞[1]。
- 1968年（昭和43年） - 「菊姫」大吟醸を発売する[1]。
- 1983年（昭和58年） - 山廃酒母を復活させて「山廃仕込純米酒」を発売する[1]。
- 1990年（平成2年） - 「菊姫」大吟醸が日本航空ファーストクラス用の日本酒に採用される[2]。
- 2000年（平成12年） - 全国清酒鑑評会で23回目の金賞を受賞[1]。2001年に全国清酒鑑評会の主催者が国税庁から酒類総合研究所に変わってからは出品していない[1]。
- 2005年（平成17年） - 白山市にある小堀酒造店、車多酒造、吉田酒造店、金谷酒造店、菊姫の5社が日本酒で初めて「白山菊酒」として原産地表示の認定を受ける[3]。
- 2007年（平成19年） - 初開催されたインターナショナル・ワイン・チャレンジの日本酒部門で初代チャンピオンを受賞[1]。

## 銘柄

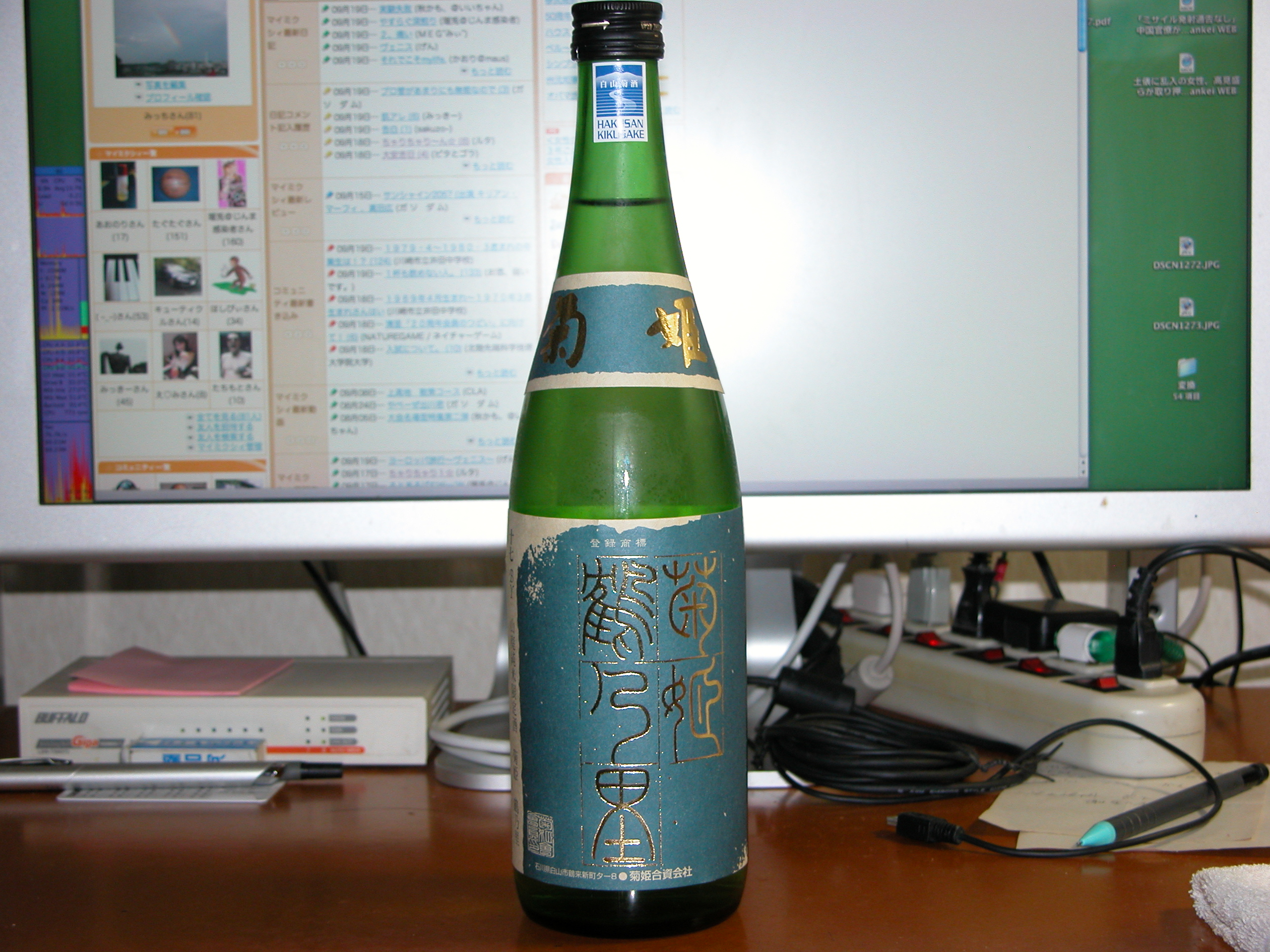
鶴乃里

- 吟醸酒
  - 菊理媛
  - 黒吟
  - 吟
  - 菊姫 大吟醸
  - B.Y. 大吟醸
  - 山吟原酒
  - 山廃吟醸
  - 加陽菊酒
  - 菊姫吟醸
  - 吟醸あらばしり

- 純米酒
  - 鶴乃里
  - 特選純米
  - 山廃純米
  - 先一杯
  - 金劒
  - 山廃純米無濾過生原酒
  - 山廃純米呑切原酒
  - 純米ひやおろし
  - 加州菊酒

- 普通酒
  - 原酒
  - 淳
  - 菊
  - 姫
  - にごり酒

- 米焼酎
  - 加州劔
  - 加賀の露

- 鶴乃里

## 提供番組
- 北陸放送「JNNフラッシュニュース」 - 一社提供。「清酒菊姫の提供でお送りしました」という提供読みが流れる。